# Ron Johnston
Ronald „Ron” Johnston (ur. 31 grudnia 1930 w Dunedin, zm. 29 lipca 2014) – nowozelandzki żużlowiec.

## Życiorys
W latach 1953–1960 ośmiokrotnie uczestniczył w eliminacjach indywidualnych mistrzostw świata, czterokrotnie awansując do finałów światowych: 
- Londyn 1960 – V miejsce,
- Londyn 1957 – VI miejsce,
- Londyn 1958 – VIII miejsce,
- Londyn 1955 – XII miejsce.

Oprócz tego, w latach 1960 oraz 1961 dwukrotnie reprezentował Nową Zelandię w eliminacjach drużynowych mistrzostw świata. W 1952 r. zdobył tytuł indywidualnego mistrza Nowej Zelandii.
W lidze brytyjskiej startował w latach 1950–1961, reprezentując klub Belle Vue Aces, w barwach którego zdobył 5 srebrnych medali Drużynowych Mistrzostw Wielkiej Brytanii (1950, 1951, 1955, 1957, 1960).